# Leisurely Pedestrians, Open Topped Buses and Hansom Cabs with Trotting Horses
Leisurely Pedestrians, Open Topped Buses and Hansom Cabs with Trotting Horses è un cortometraggio muto e in bianco e nero del 1889 realizzato da William Friese-Greene. È stata una delle prime pellicole prodotte e girate nel Regno Unito (preceduta solo da due filmati di Augustin Le Prince girati a Leeds nel 1888).

## Contenuti
I pochi istanti di sequenza, girate a gennaio 1889, mostrano un cavallo che passeggia a Londra in un'isola pedonale di Apsley Gate, nelle vicinanze di Hyde Park, insieme a molta gente del posto e con, lungo la strada, le prime automobili.

## Produzione
Le riprese vennero realizzate da Friese-Greene con una macchina fotografica che realizzava una serie di foto su una pellicola arrotolata che si muoveva dietro un otturatore; la macchina usata però non riusciva a riprendere fotogrammi in modo sufficientemente veloce da simulare l'anumazione e non fu mai realizzata una proiezione pubblica del filmato. Il nastro è lungo circa 6 metri (appr. 20 piedi).